# Inga (localité du Bas-Fleuve)
Pour les articles homonymes, voir Inga.
Inga est une localité du territoire de Seke-Banza dans le district du Bas-Fleuve dans le Bas-Congo au Congo-Kinshasa.

## Géographie
Elle est située dans le secteur de Sangila, sur la rive droite du fleuve Congo, et donne son nom aux barrages d‘Inga.

## Transport
La localité est équipée d’un aéroport et d’une piste d’atterrissage.

## Économie
Cette petite localité est surtout connue mondialement pour ses barrages.